# Grupo Nacional Provincial
Grupo Nacional Provincial, S.A.B. (también conocido por sus siglas GNP o GNP Seguros), es una empresa mexicana especializada en seguros fundada el 23 de noviembre de 1992 y con sede en la Ciudad de México. Forma parte de uno de los conglomerados empresariales más grandes del país, Grupo BAL, que agrupa a instituciones como Industrias Peñoles, El Palacio de Hierro, Profuturo, Médica Móvil, Valores Mexicanos, Casa de Bolsa, Arrendadora Valmex, entre muchas otras más.

## Historia

### La Nacional
El 21 de noviembre de 1901, Luis E. Neergaard y William B. Woodrow fundaron La Nacional Compañía de Seguros sobre la Vida, S.A. siendo la primera empresa de seguros de vida en México, su primera póliza la emitió el 8 de enero de 1902. En 1917 el presidente Venustiano Carranza expidió un decreto de moratoria de las compañías de seguros donde la empresa no lo consideró correcto al «dejar desprotegidas a muchas familias» y decidió no acatar el decreto. El 17 de enero de 1930 colocaron la primera piedra del Edificio La Nacional considerado el primer rascacielos de la Ciudad de México superando los 50 metros.

### La Provincial
En 1936, Arthur B. Woodrow, hijo del fundador de La Nacional, Federico A. Williams y Manuel Gómez Morín fundaron La Provincial, compañía aseguradora especializada en incendios, transportes y otros, y expandieron su primera póliza el 29 de julio de 1936. En esos momentos fue presidido el Consejo de Administración de La Provincial por Raúl Baillères Chávez.

### Nacional Provincial
En 1972, los Accionistas adquieren La Nacional, Compañía de Seguros, S.A. (constituida en México en 1901 como una de las primeras empresas de seguros de vida en México) y Seguros La Provincial, S.A. (creada en 1936, operando principalmente seguros de daños, accidentes y enfermedades), y el 23 de noviembre de 1992 se lleva a cabo la fusión de ambas compañías y cambia su denominación por la de Grupo Nacional Provincial, S. A., que actualmente tiene una duración indefinida.[cita requerida]
En 1998, Grupo Nacional Provincial, S.A., inició la difusión de su nombre comercial con las siglas «GNP». En el mes de diciembre de 2001, se realizó la adquisición del 99.9% y 94.69% de las acciones de Arrendadora Valmex, S.A. de C.V. (hoy Valmex Soluciones Financieras, S.A. de C.V., Sofom, ENR) y Crédito Afianzador, S.A. Compañía Mexicana de Garantías, respectivamente. Asimismo, de conformidad con los acuerdos de la asamblea general extraordinaria de accionistas, se escindió de GNP el negocio de pensiones, y se constituyó una nueva sociedad denominada GNP Pensiones, S.A. de C.V., la cual actualmente forma parte de Grupo Profuturo, S.A.B. de C.V. El consejo de administración, en septiembre de 2006, autorizó una suscripción de acciones por $500 mdp, de los cuales, se suscribieron $499.5 mdp en dos plazos, lo que representa un total de 17,837,614 acciones suscritas. Esta aportación de capital permitió a GNP contar con un mayor margen de solvencia y financiar proyectos para el desarrollo de los negocios. En cumplimiento a la ley del mercado de valores, se le adicionó a la denominación «Grupo Nacional Provincial, Sociedad Anónima», la palabra «Bursátil», o su abreviatura S.A.B., lo cual fue acordado en la asamblea general extraordinaria y ordinaria de accionistas celebrada el 13 de diciembre de 2006 y aprobada por la Secretaría de Hacienda y Crédito Público el 25 de abril de 2007.[cita requerida]
En el 2007, se llevaron a cabo diversas operaciones relativas a algunas subsidiarias, que comprenden: (a) la adquisición por parte de GNP de las acciones de Médica Integral GNP, S.A. de C.V., empresa de salud que era subsidiaria de Nalterfin, S.A. de C.V., y: (b) la adquisición por parte de la filial Médica Móvil, S.A. de C.V., de las acciones de la empresa de transporte aéreo Aerovics, S.A. de C.V., igualmente propiedad de Nalterfin, S.A. de C.V. Una vez realizadas las operaciones mencionadas, GNP efectuó la venta de las acciones de Nalterfin, S.A. de C.V., de las cuales era propietaria, a una parte relacionada de Grupo Bal. Durante 2008, GNP constituyó cinco nuevas empresas cuyo objeto es la prestación de servicios. Dos de ellas fueron constituidas para la administración de agentes de seguros de GNP y de Médica Integral GNP, S.A. de C.V. (Servicios Especializados en Ventas de Seguros, S.A. de C.V. y Servicios de Administración de Agentes Provisionales de Seguros, S.A. de C.V.) Dos más fueron constituidas para el control de médicos y ajustadores del área de reclamaciones (Servicios SAAEX, S.A. de C.V. y Servicios Administrativos en Reclamaciones, S.A. de C.V.). Adicionalmente se constituyó la sociedad GNP Arrendamiento y Administración de Flotillas, S. A. de C.V., para la administración de flotillas de automóviles para apoyar la operación de la Arrendadora Valmex Soluciones Financieras, S.A. de C.V., SOFOM, ENR.
En 2009, dando respuesta a la iniciativa del Gobierno Federal para incrementar el acceso de seguros a un mayor número de personas y a sectores más vulnerables, GNP fue la primera aseguradora en lanzar al mercado los productos básicos estandarizados de Automóviles, Gastos Médicos y Vida, a través de la nueva línea de productos «Línea Accesible». El 2011 se caracterizó por el posicionamiento de GNP en el segmento de negocio de beneficios para empleados principalmente en la operación de Vida, confirmando el liderazgo en el mercado asegurador, gracias a los esfuerzos de proximidad y atención personalizada hacia los principales clientes y en los canales de distribución. También en este rubro destaca la consolidación de la estructura de servicio dirigida a la atención del sector público, a través de la creación en junio de ese mismo año de la Dirección de Sector Público, lo cual permitió fortalecer la presencia de GNP en este importante nicho de mercado.
En 2012, se concretó la venta de Médica Integral GNP, S.A. de C.V., y su empresa filial Servicios de Administración de Agentes Provisionales de Seguros, S.A. de C.V. y por otro lado, se decidió cerrar las cinco clínicas que dicha sociedad operaba. Adicionalmente, Servicios SAAEX, S.A. de C.V., empresa subsidiaria de GNP, que proporcionaba servicios de personal médico a Médica Integral GNP, S.A. de C.V., dejó de tener operaciones.
En 2013, se llevó a cabo la fusión de GNP Comercializadora de Salvamentos, S.A. de C.V. y Servicios SAAEX S.A de C.V. (como empresas fusionadas) con Servicios Administrativos en Reclamaciones, S.A. de C.V., (como empresa fusionante). La fusión tuvo como finalidad mejorar la rentabilidad, así como reducir los costos de operación y control administrativo que conllevaba operar las tres empresas, aprovechando la estandarización y simplificación de procesos establecidos en la empresa fusionante.
En 2014 la Institución cambió la forma de reconocer los ingresos por contratos de seguros para el subramo de Vida Grupo (corto plazo). Hasta 2013, las primas correspondientes por dichos seguros se reconocían cuando eran exigibles al asegurado (con base en forma de pago) y a partir de 2014, se reconoce la totalidad de la prima al momento de emitir las pólizas respectivas, con independencia de su exigibilidad (forma anual). El cambio anterior se realizó informando a la CNSF, en anticipación a lo establecido en las nuevas disposiciones contables contenidas en la nueva LISF y CUSF que entraron en vigor, en estos aspectos, el 1 de enero de 2016.
En 2015, el señor Alejandro Baillères Gual fue promovido como Director Corporativo de Grupo Bal. Con la entrada en vigor de la nueva LISF, durante 2015 GNP adoptó el pilar de Gobierno Corporativo de Solvencia II, que incluye el fortalecimiento de Control Interno, Administración de Riesgo, Función Actuarial y la contratación de servicios con terceros.
En 2016, GNP adoptó el pilar I Valuación y el pilar III Revelación de Información, que implica la implementación de nuevas metodologías de reservas, integración y envío de la nueva reportería, así como la regulación contable. En 2016, GNP adquirió el 99% de las acciones de Corporación GNP S.A. de C.V., con esta compra de acciones GNP fortalece su alianza con Lloyd´s y las operaciones son reconocidas mediante la consolidación de los estados financieros. El 1.º de junio de 2017 se publicó en el DOF un oficio mediante el cual se modificó la autorización otorgada a Grupo Nacional Provincial S.A.B. para operar como Institución de Seguros con el fin de alinear los estatutos a lo señalado en la LISF.
El 26 de abril de 2018 fueron publicadas en el DOF las disposiciones de carácter general aplicables a las entidades y emisoras supervisadas por la CNBV que contraten servicios de auditoría externa de estados financieros básicos, con la finalidad de fortalecer al sistema financiero nacional, requiriendo que los trabajos de auditoría externa cumplan con los estándares de calidad que se incluyan en estas disposiciones.